# Макс Лофф
Макс Лофф (нім. Max Looff; 2 травня 1874, Страсбург — 20 вересня 1954, Берлін) — німецький військово-морський діяч, віце-адмірал.

## Біографія
Приєднався до німецького флоту в квітні 1891 року, після чого служив на фрегаті SMS Stosch. Потім вступив у Військово-морську академію, під час навчання служив на артилерійському кораблі SMS Mars. З вересня 1893 року служив на навчальному кораблі SMS Gneisenau, а потім повернувся у Військово-морську академію. З квітня 1885 року знову служив на SMS Mars, потім був переведений на лайнер SMS Weisenburg. З жовтня 1896 року служив в Східній Азії помічником на броненосному крейсері SMS Prinzess Wilhelm. У березні 1898 року повернувся до Німеччини і служив головою 2-ї військово-морської інспекції, а потім офіцером 3-го артилерійського відділу. З вересня 1899 року командував кораблем артилерійського училища SMS Hay. Наступні 2 роки на лінкорі SMS Wörth, а рік по тому офіцером у 2-му торпедному відділенні, одночасно командир торпедного катера S 102.
З жовтня 1902 року служив у Військово-морській академії, з 1903 року — на корветі SMS Stein, а потім в 2-й військово-морській дивізії. Лофф прослужив місяць на паровому тральщику SMS Pelikan, з листопада 1906 року інспектував берегову артилерію, а потім служив на тральщику SMS Nautilus. В квітні 1910 року став першим офіцером лінкора SMS Wettin, де прослужив до січня 1911 року. З березня того ж року служив в Примор'ї Північного моря, а потім в Міністерстві Військово-Морського Флоту. В квітні 1914 він став командиром легкого крейсера SMS Königsberg.

### Перша світова війна
Перед початком Першої світової війни був з крейсером в порту Дар-ес-Салам в Німецькій Східній Африці. Хоча британські кораблі чекали його перед портом, Лоффу вдалося вирватися у відкрите море, де спочатку перехопив нейтральний японський корабель і зупинив німецькі пароплави Ziethen і Hansa, не підозрюючи про початок війни, щоб вони вийшли в Суец, який перебував під контролем Великої Британії. Потім забрав вугілля з британського корабля «Місто Вінчестер» і зустрівся з німецьким вугільним судном «Сомалі» для відвантаження. На початку вересня «Кенігсберг» увійшов в дельту Руфіджі, а 19 вересня, дізнавшись, що британські кораблі знаходяться на Занзібарі, відплив до того самого місця, де тонув британський броненосний крейсер SMS Pegasus.
Після цього «Кенігсберг» повернувся в дельту Руфіджі для ремонту машин. Однак в дельті його виявив британський корабель HMS Chatham, після чого почалася блокада дельти. У наступні місяці англійці кілька разів намагалися затопити «Кенігсберг», але безуспішно. Нарешті, британці відбуксирували з Мальти 2 спостерігача, HMS Mersey і SMS Severn, які атакували «Кенігсберг» 6 і 11 липня 1915 року. Корабель був сильно пошкоджений, і поранений Лофф віддав наказ потопити його. Разом з приблизно 300 вцілілими приєднався до військ генерала Пауля фон Леттов-Форбека, з яким не був повністю згоден під час кампанії.
У грудні 1915 року Лофф був призначений командувачем військово-морськими силами в Німецькій Східній Африці. У листопаді 1917 року потрапив в британського полон, залишок війни провів в полоні в Єгипті.

### Після війни
Звільнений з полону 26 лютого 1919 року, а 2 березня разом з Леттов-Форбеком брав участь у великому параді в Берліні, присвяченому бійцям з Німецької Східної Африки. З червня 1919 року служив в мінному командуванні, а також деякий час командував Кільським військовим портом. У вересні того ж року став військовим командиром Кіля, а у вересні 1920 року призначений начальником торпедного командування Балтійського моря. 6 березня 1922 року вийшов у відставку. Написав ряд книг про війну в Східній Африці, деякі з яких були заборонені в радянській зоні окупації Німеччини.
24 травня 1939 року переданий в розпорядження крігсмаріне, проте не отримав жодного призначення.

## Нагороди
- Столітня медаль (22 березня 1897)
- Рятувальна медаль (26 листопада 1900)
- Китайська медаль із застібками TAKU, OSTASIEN 1900/01 і PEITANG-FORTS (10 серпня 1901)
- Орден Корони (Пруссія) 4-го класу на стрічці Рятувальної медалі
  - орден (8 лютого 1902)
  - стрічка (26 березня 1907)
- Орден Червоного орла 4-го класу (16 січня 1910)
- Хрест «За вислугу років» (Пруссія) (25 років; 13 травня 1911)
- Колоніальна медаль
- Залізний хрест 2-го і 1-го класу
- Ганзейський Хрест (Гамбург)
- Морський нагрудний знак «За поранення» в золоті
- Колоніальний знак
- Почесний хрест ветерана війни з мечами
- Золотий партійний знак НСДАП